# II. třída okresu Hradec Králové 2011/2012
V utkáních II. třídy okresu Hradec Králové 2011/2012, jedné ze skupin 8. nejvyšší fotbalové soutěže v Česku, se utkalo 14 týmů dvoukolovým systémem podzim – jaro. Tento ročník začal v srpnu 2011 a skončil v červnu 2012.
Postup do I. B třídy Královéhradeckého kraje 2012/2013 si zajistil vítězný tým TJ Sokol Třebeš. Sestoupily poslední 2 týmy TJ Sokol Stěžery a TJ Jiskra Prasek.

## Konečná tabulka II. třídy okresu Hradec Králové 2011/2012
| Poř. | Tým                         | Z  | V  | R | P  | VG | OG | B  |
| ---- | --------------------------- | -- | -- | - | -- | -- | -- | -- |
| 1.   | TJ Sokol Třebeš             | 26 | 20 | 5 | 1  | 82 | 26 | 65 |
| 2.   | FC Spartak Kobylice         | 26 | 18 | 2 | 6  | 68 | 37 | 56 |
| 3.   | SK Smiřice                  | 26 | 17 | 4 | 5  | 74 | 29 | 55 |
| 4.   | TJ Sokol Myštěves           | 26 | 15 | 8 | 3  | 69 | 28 | 53 |
| 5.   | TJ Sokol Červeněves         | 26 | 13 | 4 | 9  | 53 | 48 | 43 |
| 6.   | TJ Sokol Nepolisy           | 26 | 12 | 3 | 11 | 70 | 62 | 39 |
| 7.   | TJ Sokol Dohalice (S)       | 26 | 10 | 4 | 12 | 43 | 52 | 34 |
| 8.   | TJ Sokol Lovčice (N)        | 26 | 9  | 6 | 11 | 52 | 53 | 33 |
| 9.   | SK Bystřian Kunčice „B“     | 26 | 9  | 4 | 13 | 44 | 74 | 31 |
| 10.  | FK Chlumec nad Cidlinou „B“ | 26 | 8  | 6 | 12 | 57 | 59 | 30 |
| 11.  | FC Nový Hradec Králové „B“  | 26 | 7  | 6 | 13 | 24 | 37 | 27 |
| 12.  | TJ Spartak Kosičky          | 26 | 6  | 7 | 13 | 43 | 55 | 25 |
| 13.  | TJ Sokol Stěžery            | 26 | 5  | 5 | 16 | 32 | 87 | 20 |
| 14.  | TJ Jiskra Prasek            | 26 | 0  | 2 | 24 | 14 | 78 | 2  |

Poznámky:
- Z = Odehrané zápasy; V = Vítězství; R = Remízy; P = Prohry; VG = Vstřelené góly; OG = Obdržené góly; B = Body; (S) = Mužstvo sestoupivší z vyšší soutěže; (N) = Mužstvo postoupivší z nižší soutěže (nováček)

|  | Postup do I. B třídy Královéhradeckého kraje 2012/2013 |
|  | Sestup do III. třídy okresu Hradec Králové 2012/2013   |